# Стрижак, Андрей Андреевич
Андрей Андреевич Стрижак (укр. Андрій Андрійович Стрижак; род. 21 ноября 1947, село Дубровка, Ужгородский район, Закарпатская область) — судья Конституционного суда Украины (избран в 2004 году, вступил в должность в 2006 году). Бывший председатель Конституционного суда Украины (2007—2010). В 1996—2004 годах был председателем Закарпатского областного суда и апелляционного суда Закарпатской области в 1988—1996 годах — судьей Верховного суда Украинской ССР (позже — Верховного суда Украины), в 1978—1988 годах — заместителем председателя Закарпатского областного суда. Заслуженный юрист Украины, кандидат юридических наук.

## Биография
Андрей Андреевич Стрижак родился 21 ноября 1947 года в крестьянской семье в селе Дубровка Ужгородского района Закарпатской области Украинской ССР. Трудовую деятельность начал слесарем Ужгородского АТП № 06012. Позже это автотранспортное предприятие стало одним из первых союзных АТП, привлекаемых к международным пассажирским перевозкам, созданным в 1968 году «Совтрансавто» — главным управлением международных автомобильных сообщений Министерства автомобильного транспорта и шоссейных дорог РСФСР.
После срочной службы в армии Стрижак поступил в Харьковский юридический институт, окончил его в 1971 году и стал работать следователем прокуратуры Ивановского района Одесской области. В том же 1971 году Стрижака перевели на родину — в Закарпатскую область, где до 1978 года он последовательно занимал должности помощника прокурора Ужгорода, прокурора областного следственного отдела и старшего помощника прокурора Закарпатской области.
В 1978 году Стрижак был избран судьёй.
В 1985—1988 годах работал заместителем председателя Закарпатского областного суда.
В 1988 году стал судьёй Верховного суда Украинской ССР (с 1992 года — Верховный суд Украины).
В 1995 году стал председателем судебной коллегии по уголовным делам в Верховном суде. По некоторым сведениям, своим карьерным ростом Стрижак был обязан главе Закарпатского областного суда Илье Ленделу.
В 1996 году Стрижак вновь переехал в Закарпатскую область, став председателем областного суда. По одним сведениям, возвращение состоялось при поддержке все того же Лендела, по другим — Стрижак фактически отобрал кресло председателя областного суда у своего бывшего начальника.
В августе 2001 года занял должность председателя апелляционного суда Закарпатской области
Одни эксперты называли Стрижака близким другом ещё одного уроженца Закарпатской области Виктора Балоги (члена фракции «Наша Украина» с 2002 года), тогда как другие утверждали обратное. По некоторым сведениям, в 2003 году во время первой мукачевской избирательной кампании (по выборам городского головы Мукачево Закарпатской области) Стрижак действовал в интересах двоюродного брата Балоги — кандидата от «Нашей Украины» Василия Петьовки, направив рассмотрение дела об отмене его регистрации в Ужгородский городской суд, судья которого отказался удовлетворить жалобу основного соперника Петьовки — кандидата Социал-демократической партии Украины (объединённой) Эрнеста Нусера. Петьовка был избран городским головой Мукачево. Уже на следующий год на очередных выборах городского головы Балога решил выдвинуть собственную кандидатуру. По одним сведениям, 18 апреля 2004 года он победил Нусера с отрывом в 5,5 тысячи голосов, по другим сведениям — победу одержал его соперник с перевесом в 5 тысяч голосов. В итоге выборы были признаны недействительными, а Петьовка был восстановлен в должности главы городской администрации. При этом в августе 2004 года апелляционный суд Закарпатской области окончательно отказал Балоге в пересмотре результатов выборов городского головы Мукачево. Известно, что перед заседанием Стрижак сам изменил состав коллегии суда, рассматривавшей жалобу и принявшей нежелательный для Балоги вердикт.
27 декабря 2004 года на шестом съезде судей Украины Стрижак был избран судьёй Конституционного суда Украины, но был приведён к присяге и вступил в должность лишь 4 августа 2006 года — вместе с другими ранее избранными судьями КС. По мнению экспертов, Стрижак так долго не мог вступить в должность из-за противодействия Балоги, занимавшего с февраля 2005 года пост губернатора Закарпатской облгосадминистрации. Последний убедил парламентское «оранжевое» большинство в том, что на посту председателя апелляционного суда Закарпатской области Стрижак якобы поддерживал СДПУ(о). Стрижак даже был вынужден обратиться к президенту Виктору Ющенко с просьбой восстановить его в должности председателя областного апелляционного суда и отозвал своё заявление лишь после того, как был утверждён в должности судьи КС.
В конце 2006 года Стрижак стал судьёй-докладчиком по обращению депутатов «Нашей Украины», попытавшихся оспорить решение Верховной Рады, запретившей судьям КС осуществлять ревизию вступивших в силу конституционных изменений. По мнению экспертов, эта поправка к закону «О Конституционном суде Украины» была принята для того, чтобы не допустить переоценки конституционности политической реформы, одобренной парламентом 8 декабря 2004 года и существенно ограничившей полномочия президента Украины. Став судьёй-докладчиком, Стрижак обратился к премьер-министру страны Виктору Януковичу с просьбой высказать свою позицию, после чего некоторые эксперты высказали сомнения в беспристрастности Стрижака (глава правительства не являлся ни субъектом конституционного представления, ни автором закона).
Решение по этому вопросу, равно как и по другим обращениям в КС, так и не было принято. 2 апреля 2007 года Ющенко подписал указ о досрочном прекращении полномочий Верховной Рады, назначив внеочередные выборы парламента на 27 мая 2007 года. Парламент и правительство Украины не подчинились указу президента. 26 апреля 2007 года Ющенко подписал новый указ о назначении досрочных парламентских выборов, перенеся их с 27 мая на 24 июня 2007 года. Конституционный суд, который должен был выступить арбитром в противостоянии ветвей власти, раскололся на противоборствующие лагеря. Трое судей КС сначала были уволены указом президента, но потом восстановлены решением районного суда. 17 мая 2007 года в отставку ушёл председатель Конституционного суда Украины Иван Домбровский, оставшись рядовым судьёй КС. Лишь 26 мая 2007 года президент Ющенко, премьер-министр Янукович и спикер Верховной Рады Александр Мороз смогли договориться о дате проведения внеочередных парламентских выборов, назначенных на 30 сентября 2007 года. До 12 июня 2007 года исполняющим обязанности председателя КС был Валерий Пшеничный (как старший по возрасту заместитель председателя), но затем он ушёл в отставку и главой КС вновь стал Домбровский (как самый старший из судей).
22 июня 2007 года на выборах нового председателя КС Стрижак получил 8 голосов, а его единственный конкурент Павел Ткачук — 7 голосов. Никто из кандидатов не заручился поддержкой хотя бы 10 судей, поэтому выборы были признаны не состоявшимися, а эксперты предположили, что повторный выборы не смогут изменить расстановку сил. Однако уже 10 июля 2007 года на повторных выборах Стрижак был избран председателем Конституционного суда Украины: в ходе тайного голосования за него отдали свои голоса 10 из 14 присутствовавших на заседании судей КС. По мнению некоторых наблюдателей, фигура председателя украинского КС вновь могла стать ключевой, если одна из сторон станет добиваться отмены досрочных парламентских выборов.
30 сентября 2007 года состоялись внеочередные выборы депутатов парламента Украины. В ноябре 2007 года была официально создана демократическая коалиция блока "Наша Украина — Народная самооборона (НУ-НС) и Блока Юлии Тимошенко (БЮТ). Она выдвинула Юлию Тимошенко кандидатом на должность премьер-министра страны (пост она заняла в декабре 2007 года). Однако, менее чем через год конфликт между президентом Ющенко и премьером Тимошенко привёл к развалу «оранжевой коалиции». В октябре 2008 года Ющенко подписал указ о досрочном прекращении полномочий парламента и назначении внеочередных выборов депутатов Верховной Рады Украины. Однако позднее он продлил сроки полномочий депутатов Рады, перенеся своими указами дату досрочных выборов сначала с 7 на 14 декабря, а позднее — на 2009 год. В период очередного обострения взаимоотношений между президентом Ющенко и возглавляемым Тимошенко правительством Украины глава государства обратился в Конституционный суд с вопросом: должна ли переформатированная коалиция в Верховной Раде представлять на утверждение нового премьера и остальных министров, добиваясь признания нелигитимности действующего кабинета министров. Однако Конституционный суд Украины, по сути дела, устранился от политических конфликтов, дав ответ: «внесение предложений президенту относительно кандидатуры премьер-министра, а также кандидатур в состав Кабинета министров относится исключительно к полномочиям коалиции депутатских фракций в Верховной Раде». «Наше решение не даёт ответа на вопрос, который задал президент, но мы дали ответ в рамках Конституции и своих полномочий. Этим решением мы подтвердили порядок, закреплённый в Конституции», — прокомментировал ситуацию Стрижак. Однако большинство наблюдателей осталось в недоумении, а каждая из конфликтующих сторон сочла себя победительницей. В мае того же года Стрижак с сожалением отметил, что КС «вынужден выступать в роли арбитра в политическом противостоянии в системе органов государственной власти».
В начале 2010 года Янукович победил на состоявшихся на Украине президентских выборах (его инаугурация состоялась 25 февраля 2010 года). В июле 2010 года по истечении трёхлетнего срока действия полномочий Стрижака в качестве председателя КСУ главой Конституционного суда был избран Анатолий Головин, Стрижак же остался судьёй КС. В сентябре того же года КСУ признал неконституционным закон № 2222-ІV «О внесении изменений в Конституцию Украины» от 8 декабря 2004 года, в результате чего Украина вновь вернулась к президентско-парламентской форме правления, отказавшись от результатов реформы 2006 года.
Стрижак является автором ряда научных публикаций по вопросам административного права и имеет учёную степень кандидата юридических наук. Он получил почётное звание заслуженного юриста Украины.
У Стрижака есть дети: его сына, Андрея Андреевича-младшего, авторы одной из публикаций времён мукачевских кампаний обвиняли в контрабанде автомобилей, а самого отца (в то время председателя областного апелляционного суда) — в покрывательстве усыновления украинских детей иностранными гражданами, которое якобы стоило приёмным родителям 20—50 тысяч долларов за ребёнка.